# La Dentellière (roman)
Pour les articles homonymes, voir La Dentellière.
La Dentellière est un roman de Pascal Lainé publié le 5 février 1974 aux éditions Gallimard. Il obtient le prix Goncourt la même année.

## Historique
Le roman reçoit le prix Goncourt au sixième tour de scrutin contre L'Imprécateur de René-Victor Pilhes (au tour précédent, à cinq voix partout, Hervé Bazin avait refusé par principe de faire valoir sa double voix en tant que président).

## Résumé
Le livre raconte l'histoire de Pomme, une jolie jeune fille simple et réservée qui vit avec sa mère, d'abord dans « ce département du nord de la France qui est en forme de betterave sur les cartes », puis dans « la banlieue de Paris, quelque part du côté de Suresnes ou d'Asnières » ; la mère travaille dans une crèmerie, la fille dans un salon de coiffure. Lors de vacances à Cabourg, Pomme rencontre Aimery de Béligné, alors étudiant à l'École des Chartes ; mais Aimery s'exaspère de la modestie, du dévouement et de la neutralité de sa compagne, et décide de rompre. Pomme sombre dans l'anorexie et la dépression.

## Adaptation au cinéma
Ce roman est adapté au cinéma par Claude Goretta en 1977 dans un film à succès public et critique, La Dentellière, qui lança notamment la carrière d'Isabelle Huppert. Le roman est aussi présent dans le film La Robe du soir dans lequel madame Solenska, professeur de français, prête ce livre à Juliette, l'une de ses élèves.

## Éditions
- La Dentellière, éditions Gallimard, coll. « Le Chemin », 1974, 178 p. (ISBN 2-07-028929-X)